# (5216) 1941 HA
(5216) 1941 HA (1941 HA, 1959 RD, 1979 HX5, 1991 CP) — астероїд головного поясу.
Тіссеранів параметр щодо Юпітера — 3.351.